# Gengoroh Tagame
Gengoroh Tagame (田亀 源五郎 Tagame Gengorō?, nacido el 3 de febrero de 1964) es un autor de manga japonés especializado en bara, manga erótico y BDSM, muchos de los cuales presentan violencia gráfica. Los hombres dibujados por Tagame son hipermasculinos y tienden a pertenecer a la cultura «osuna». En España se ha publicado algunas de sus obras.

## Biografía
Nacido en una familia descendiente de samuráis, Tagame comenzó su carrera como artista de manga en 1982, mientras que estudiaba diseño gráfico en la Universidad de Bellas Artes de Tama (多摩美術大学). su obra ha sido publicada en diversas revistas gais, incluyendo Sabu, G-men y SM-Z. Desde 1986 ha empleado el seudónimo Gengoroh Tagame y desde 1994 Tagame vive de los ingresos producidos por sus dibujos y sus escritos. Tagame es gay de forma pública.
En años recientes, Tagame ha editado una serie de dos volúmenes sobre la historia del arte erótico gay en Japón, desde la década de 1950 a la actualidad, 日本のゲイ・エロティック・アート (Nihon no gei, erotikku āto, Gay Erotic Art in Japan, volumes 1 and 2).

## Obra
Todas sus obras contienen «hombres y jóvenes viriles, y su aprendizaje de sumisión física y mental».
Tagame ha sido considerado el creador más influyente de manga gay de Japón hasta la fecha, y «el artista más famoso y con más talento de manga gay sadomasoquista.» La mayor parte de su primera obra se editó en revistas gais y a menudo muestran abuso sexual. La representación de los hombres en la obra de Tagame, musculosos y velludos, ha sido citada como el catalizador para un cambio en la moda entre los hombres gais en 1995, alejándose del estereotipo del bishōnen afeitado y esbelto, hacia una imagen masculina y rellena. La obra de Tagame ha sido criticada por el famoso escritor de manga Susumu Hirosegawa como «SM gekijō» («teatro sadomasoquista») por su violencia y falta de complejidad en sus argumentos.
Sus obras incluyen: Jujitsu Kyoshi con B Product; Emono, Shirogane no Hana (3 vol.) y Pride (3 vol.) con G-Project. Pride trata sobre un agresivo gay activo que descubre que su profesor, aún más masculino que él, tiene tendencias masoquistas. Ambos forman una relación en la que el profesor es el dominante y trata al joven como un esclavo, castigándolo con humillaciones cuando lo «merece» que van desde latigazos, coprofilia, a violaciones en grupo. Naburi mono («Hazmerreír»), que se editó como una serie en G-Men en 1994, trata sobre el secuestro de un luchador libre que rechazó los avances de un jefe de la yakuza. Uno de los yazuka se enamora del luchador. Se esconden juntos y finalmente se suicidan para preservar su honor.
Su manga Gunji (軍次) fue traducido al francés en 2005, seguido por Arena en 2006 y Goku en 2009. Un libro de arte sobre su obra también ha sido publicado en Francia por H&O Editions. En mayo de 2009 se realizó una exposicóin de su obra en Francia.
Una pequeña parte de la obra de Tagame ha sido licenciad en inglés; una historia corta, «Standing Ovations», fue incluida en la tercera edición de la antología de historieta erótica Thickness; y en julio de 2012, Picturebox anunció una colección de historias cortas, The Passion of Gengoroh Tagame, para 2013, que será la primera obra completamente bara que se publique en papel en inglés. El libro incluirá obras cortas que recorren quince años de la obra de Tagame, incluyendo una historia nueva, encargada especialmente para esta obra por el diseñador Chip Kidd. La editorial alemana Bruno Gmünder Verlag publicó Endless Games traducido al inglés en 2013. Gunji, Fisherman's Lodge (ambos en 2014) y The Contracts of the Fall (2015) fueron publicados en inglés por la misma editorial.
Su obra también ha sido incluida en Massive: Gay Erotic Manga and the Men Who Make It (2014), «la primera visión de conjunto en lengua inglesa del manga gay como un género» según Graham Kolbeins, que editaba la novela gráfica de Fantagraphics Books, junto a Anne Ishii.
Su obra más reciente, Otōto no Otto (弟の夫 El marido de mi hermano?), fue premiada con el Premio a la Excelencia en el decimonoveno Japan Media Arts Festival el 27 de noviembre de 2015. Otōto no Otto fue serializado en la revista seinen Monthly Action publicado por Futabasha y trata de un padre separado que conoce al marido de su hermano, después de que este fallece.